# Belém
Belém è una città del Brasile, capitale dello Stato del Pará, parte della mesoregione Metropolitana de Belém e della microregione di Belém; è situata sulla sponda meridionale della baia di Marajó a 140 km dall'Oceano Atlantico.
È un porto industriale situato a circa 100 km dall'Atlantico. La città si trova sulla riva destra del Rio Guamá che, pur facendo parte del sistema fluviale amazzonico, è separato dalla maggior parte del delta amazzonico dall'isola di Marajó.
Fondata nel 1616 Belém è stata la prima colonia europea in Amazzonia. Entrò a far parte della nazione brasiliana solo nel 1715. Attualmente la città ha una popolazione di circa 1,4 milioni di abitanti, il che la rende la seconda città più grande del Brasile settentrionale dopo Manaus. La città è nota anche come "Città dei manghi" (Cidade das Mangueiras in portoghese), per la quantità di questi alberi che si trovano nelle sue strade.
Belém è il nome portoghese di Betlemme, città della Cisgiordania dove nacque Gesù di Nazareth. I brasiliani si riferiscono spesso alla città come Belém do Pará (Belém del Pará) piuttosto che semplicemente Belém. Questo per differenziare Belém da Betlemme, da un lato, e per differenziare Belém nello Stato del Pará da altre città del Paese con il nome Belém.

## Geografia fisica

### Territorio
Belém è situata presso la confluenza dei fiumi Acará e Capim nella baia di Marajó.

### Clima
Il clima è tipicamente equatoriale, sole molto intenso e piogge frequenti durante tutto l'anno. Temperature medie annuali di 28 gradi (24,25 min-31,32 massima) con umidità elevata, pesante, in media non molto diversa tra la notte e il giorno. Ventilazione accettabile data la relativa vicinanza dell'Oceano.

## Storia

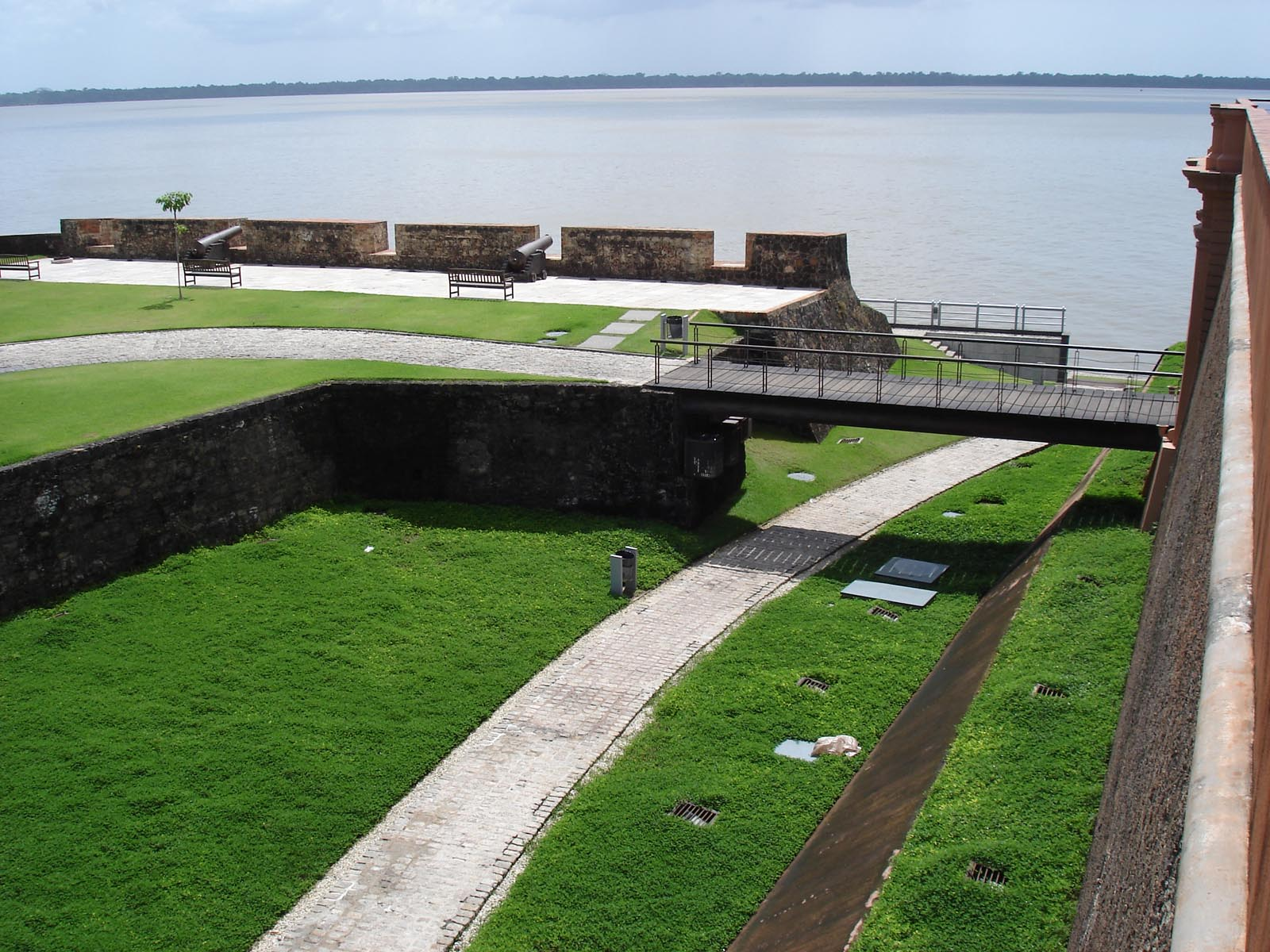
Il fortino di Belém.

Nel 1615 il capitano generale portoghese Francisco Caldeira Castelo Branco della capitaneria di Bahia comandò una spedizione militare inviata dal governatore generale del Brasile per controllare le attività commerciali degli stranieri (francesi, olandesi, inglesi) che risalivano il fiume (Amazzonia) dal Cabo do Norte nel Grão Pará.
Il 12 gennaio 1616 gettò l'ancora in quella che oggi è conosciuta come Baia di Guajará, formata dalla confluenza dei fiumi Para e Guamá, chiamata dai Tupinamba "Guaçu Paraná". Caldeira scambiò la baia per il canale principale e, trenta leghe (178 km) più a monte, costruì un forte di legno, coperto di paglia, che chiamò "Forte do Presépio" (presepe), oggi noto come "Forte do Castelo". Alla colonia formata dal forte fu dato il nome di Feliz Lusitânia, "Fortunata Lusitania". Era l'embrione della futura città di Belém. Il forte non riuscì a fermare i commerci olandesi e francesi, ma evitò la colonizzazione.
Feliz Lusitânia fu poi chiamata Nossa Senhora de Belém do Grão Pará (Nostra Signora di Betlemme di Grao-Para) e Santa Maria de Belém (Santa Maria di Betlemme). Belém ottenne lo status di città nel 1655 e divenne capitale dello Stato quando lo Stato del Pará fu diviso dal Maranhão nel 1772. I primi decenni del XIX secolo furono segnati dall'instabilità politica. Rivolte e lotte intestine si conclusero infine nel 1836, dopo una notevole perdita di vite umane.
Il commercio dello zucchero nella regione di Belém fu importante fino alla fine del XVII secolo. In seguito l'importanza economica della città aumentò e diminuì alternativamente. L'allevamento di bestiame soppiantò lo zucchero fino al XVIII secolo, quando la coltivazione di riso, cotone e caffè divenne redditizia. Con l'insediamento del Brasile meridionale, dove queste colture potevano essere prodotte in modo più efficiente, Belém declinò nuovamente. In seguito la città divenne il principale centro di esportazione dell'industria del caucciù amazzonico e nel 1866 la sua posizione fu ulteriormente rafforzata dall'apertura alla navigazione del Rio delle Amazzoni, del Tocantins e del Tapajós. L'era del caucciù terminò dopo il boom del 1910-12, ma Belém continuò a essere il principale centro commerciale del Brasile settentrionale e l'entrepôt della valle amazzonica.

## Monumenti e luoghi d'interesse
- Cattedrale di Nostra Signora delle Grazie, costruita nella seconda metà del XVIII secolo in forme neoclassiche con elementi barocchi, fu progettata dall'architetto italiano Giuseppe Antonio Landi;
- Chiesa di San Giovanni Battista, barocca, presenta al suo interno alcune quadrature del Landi;
- Chiesa di Sant'Alessandro
- Chiesa di Nostra Signora del Carmine, del XVIII secolo, opera del Landi;
- Chiesa di Sant'Anna; neoclassica, opera del Landi;
- Basilica di Nostra Signora di Nazaré, disegnata da Gino Coppedè;
- Forte do Presépio, fortificazione del XVII secolo che fu il nucleo originario della città
- Palacete das Onze Janelas
- Palacete Bolonha
- Mercato Ver-o-Peso, un complesso di varie strutture di epoche e stili diversi che formano uno dei più grandi mercati pubblici del Brasile.

## Cultura

### Istruzione

#### Musei
- Museo dello Stato di Pará
- Museo di Belle Arti
- Museo Círio
- Museo dell'Assemblea Nazionale di Dio
- Museo della Polizia Militare di Pará
- Museo dell'Immagine e del Suono
- Museo dell'Università Federale di Pará
- Museo d'Anatomia
- Museo di Zoologia

#### Università
La città è sede dell'Università Federale del Pará.

### Media
I due quotidiani della città sono O Liberal e Diário do Pará.

### Teatri
- Teatro della Pace, neoclassico, aperto nel 1874;

## Economia
Collegata attraverso una ferrovia alla costa, la città è servita da un attivo aeroporto e dal maggior porto sul Rio delle Amazzoni ed è il più grande mercato dei prodotti agricoli e forestali dell'Amazzonia (cacao, manioca, arance, riso, miglio, legname, caucciù), di cui è considerata la porta d'accesso.

## Infrastrutture e trasporti
La città è servita dall'Aeroporto Internazionale di Belém, situato a 10 km a nord del centro.

## Sport
Le principali società calcistiche di Belém sono il Paysandu, il Remo e il Tuna Luso.